# Atylomyia mesnii
Atylomyia mesnii là một loài ruồi trong họ Tachinidae.